# دومينيك وايدمان
دومينيك وايدمان (بالألمانية: Dominik Widemann)‏ (ولد في 30 يوليو 1996) هو لاعب كرة قدم ألماني يلعب كمهاجم في نادي هايدنهايم.

## انظر ايضاً
- نيكولا دوفيدان
- روبيرت جلاتزل
- تيمو بيرمان

## روابط خارجية
- دومينيك وايدمان على موقع قاعدة بيانات كرة القدم.إي يو (الإنجليزية)
- دومينيك وايدمان على موقع بيانات كرة القدم. دي إي (الألمانية)
- دومينيك وايدمان على موقع Soccerway.com (الإنجليزية)
- دومينيك وايدمان على موقع عالم كرة القدم.نت (الإنجليزية)